# خيال الظل

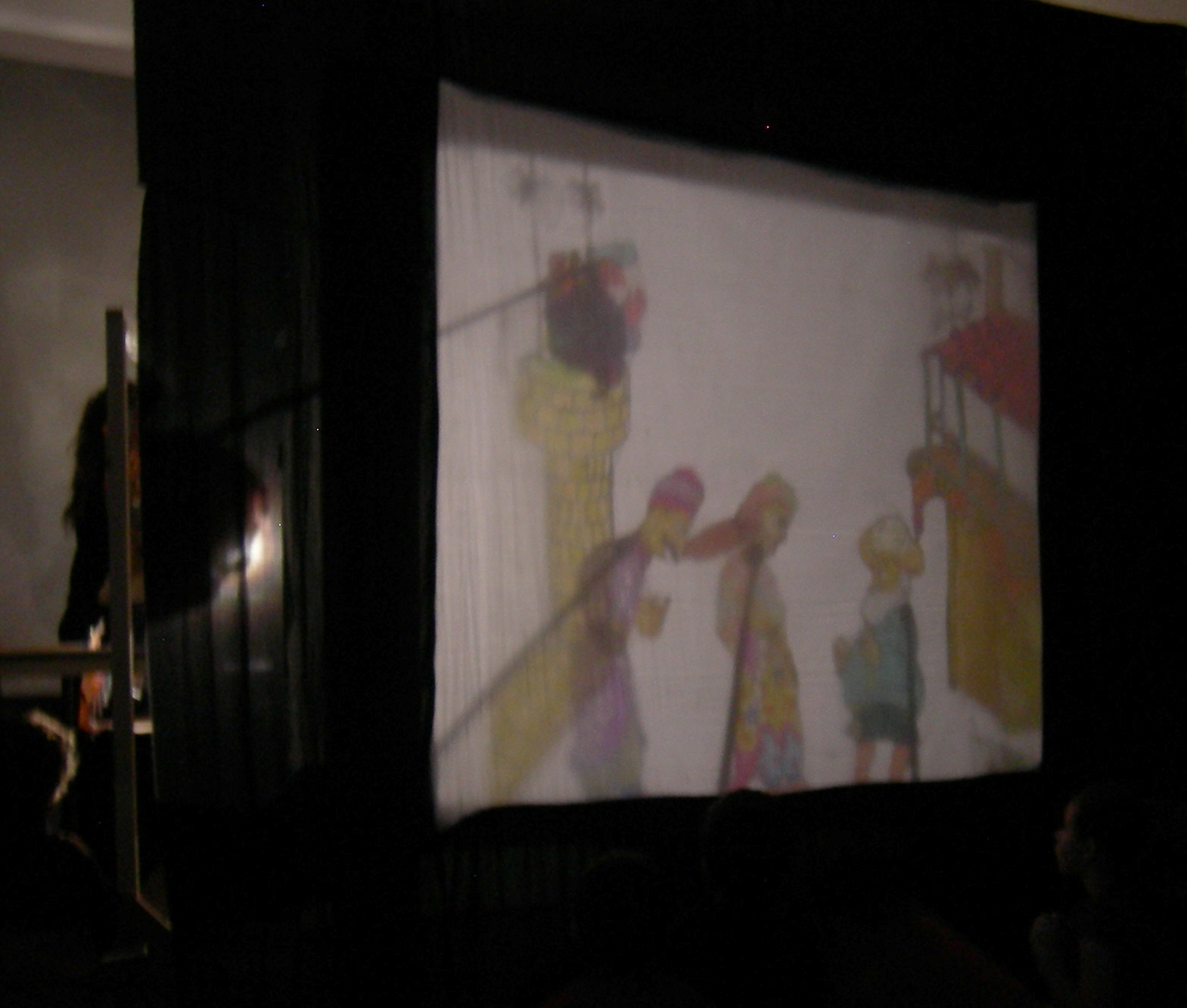
نموذج حديث لخيال الظل

خيال الظل ويعرف أيضاً بـ شخوص الخيال، ظل الخيال، طيف الخيال، خيال الستار وذي الخيال هو فن شعبي انتقل إلى العالم الإسلامي من الصين أو الهند عن طريق بلاد فارس واشتهر به العصر المملوكي على وجه الخصوص. تم إدراج خيال الظل ضمن قائمة اليونسكو للتراث الثقافي غير المادي الذي يحتاج إلى صون عاجل في سوريا وذلك خلال العام 2018م. يعتمد هذا الفن على دمى من الجلود المجففة ذات الألوان المتباينة، تتراوح أطوالها بين ثلاثين وخمسين سنتيمتراً، ويتم تحريكها بعصا وراء ستار من القماش الأبيض المسلط عليه الضوء، مما يجعل ظلها هو الذي يبرز للمشاهدين. وكان محرك الدمى، وهو فنان محترف، يعرف باسم «مخايل» أو «محرك الشخوص».
عرف العرب خيال الظل للمرة الأولى في العصر العباسي ، وهو ما ذكر في كتاب المستطرف، ثلاثة ابيات من الشعر على أساس انها أقدم ماورد في طيف الخيال، نسبت إلى الشاعر وجيه الدين ضياء بن عبد الكريم قال فيها:
هذه الأبيات التي ذكرها الأبشيهي في كتابه المستطرف في كل فن مستظرف تعود إلى فترة القرن الثالث عشر الميلادي، يقابله القرن السادس للهجرة، أي من سنة 598 إلى 700 ه‍، وهي الفترة التي عاش خلالها الشاعر وجيه الدين، والذي قيل في ابياته الثلاثة اعلاه، انها أقدم ما ورد في طيف الخيال.
ولكن هناك نص ورد قبل ذلك بنحو اربعمائة سنة، يرتقي هذا النص إلى أواسط المائة الثالثة للهجرة، حيث ذكر الشابشتي في كتابه الديارات مايلي:
"وقال دِعْبِل يوماً لعبادة المخنَّث: والله لأهجوَنَّك. قال: والله لو فعلتَ، لأخرِجَنَّ أمَّك في الخيال. ومن المعروف ان وفاة الشاعر دِعْبِل كانت في سنة 246 ه‍، ووفاة رفيقه عبادة كانت في حدود سنة 250 ه‍.
وكان مجيء خيال الظل إلى مصر في عصر الفاطميين في القرن الخامس الهجري / الحادي عشر الميلادي. طوال العصر الأيوبي والمملوكي كانت تمثيليات خيال الظل التي كانت تعرف في العصر المملوكي باسم «بابات»، ومفردها «بابة»، من أهم وسائل الترفيه وكانت تقبل الناس على مشاهدتها، وكانت تعرض في مسارح مخصصة وفي المقاهي والأماكن العامة بل وحتى في حفلات الزواج والختان وغيرها من المناسبات. وكان يقبل على مشاهدتها الناس من جميع طبقات المجتمع. كانت التمثليات تناقش مواضيعاً سياسية واجتماعية وتاريخية بطريقة فكاهية ساخرة.
ابن دانيال الذي قدم من الموصل إلى القاهرة في عهد السلطان الظاهر بيبرس في عام 1267م فراراً من المغول هو أشهر من كتب «البابات» وطور مسرح خيال الظل وتفوق في التمثيل. بقيت ثلاث مخطوطات من نصوص البابات التي كتبها ابن دانيال، وهي «طيف الخيال» وهي محفوظة بدار الكتب المصرية بالقاهرة ، و«عجيب غريب»، و«المتيم والضائع اليتيم». كما بقيت بعض الدمى من بينها واحدة من العصر المملوكي محفوظة بالقسم الإسلامي في متحف برلين. وكان من ضمن دمى ابن دانيال دمية تدعى «عقود النظام فيمن ولي مصر من الحكام». كما كانت له شخصيات آخرى ذات أسماء طريفة مثل عجيب الدين الواعظ وعسلية المعاجيني وعواد الشرماط ومبارك الفيال وأبو القطط وزغبر الكلبي وناتو السوداني وأبو العجب صاحب الجدي.
أعجب العثمانيون بفن خيال الظل فنقلوا العديد من فنانيه من القاهرة إلى إسطنبول لإقامة عروضهم هناك، لكن العروض استمرت فترة طويلة في العالم العربي وحتى بدايات القرن العشرين. وارتبطت بفن خيال الظل في مصر خلال القرنين 19 و 20 أسماء حسن القشاش، والشيخ سعود، والشيخ علي النحلة.

## كتب في الموضوع
- خيال الظل: مسرح كركوز وعيواظ، تأليف غسان كلاس، كتاب مقرَّر في دورات تأهيل المخايلين، وِزارة الثقافة السورية.[10]